# Anna-Pia Kerber
Anna-Pia Kerber (* 1985) ist eine deutsche Autorin, Journalistin, Übersetzerin und Fotografin.

## Leben und Werk
Kerber studierte Amerikanistik und Anglistik an der Johann-Wolfgang-Goethe-Universität in Frankfurt am Main. Dort studierte sie u. a. Amerikanische Literatur bei Bernd Herzogenrath, bevor sie nach dem Studium in Kanada und in den USA zu arbeiten begann.
Heute arbeitet sie als freie Schriftstellerin, Journalistin und Übersetzerin u. a. für den Verlag HarperCollins mit Sitz in New York und Hamburg. Als Journalistin befasst sie sich insbesondere mit Sozialkritik und Reisen. Außerdem arbeitet sie als Fotografin für Reise- und andere Reportagen.
Sie übersetzte Romane aus dem Bereich Thriller und Romance, u. a. von der amerikanischen Bestseller-Autorin Heather Graham und der Bestseller-Autorin Amanda Stevens.
Ihre Arbeit führte Kerber in 46 Länder, darunter Japan, Singapur, Kuba, USA, Kanada, Rumänien, Finnland.
Im Jahr 2024 überlebte Kerber Hurrikan Helene und Hurrikan Milton – ein Hurrikan der fünften und höchsten Kategorie.
Kerber hatte in Sarasota mit Haien getaucht, für die sie sich seit Jahren einsetzt, als Hurrikan Milton am 9. Oktober 2024 an dieser Stelle Landfall beging. 6 Millionen Menschen sollten evakuiert werden. Viele Menschen flüchteten vor dem Jahrhundertsturm in nördlicher gelegene Staaten. Als auch noch Tornados aufkamen und mehrere auf der Flucht befindliche Menschen mit ihren Autos in die Luft geschleudert wurden, beschloss Kerber, das Auge des Sturms auszusitzen und in Sarasota zu bleiben. Kurz zuvor war sie in Treasure Island mehrere Tage auf einer Yacht unterwegs gewesen, als der Sturm aufzog. Es wurde befürchtet, dass Sarasota, die Stadt im Südwesten Floridas, „Ground Zero“ werden sollte und vollständig dem Erdboden gleichgemacht würde. Wer dennoch in Küstennähe blieb, wurde aufgefordert, sich mit Filzstift seinen vollen Namen auf den Unterarm zu schreiben, damit man später die Leichen identifizieren könne. Diese Erlebnisse schildert Kerber in „Wild, wilder, Florida!“ (Print).
Als Journalistin führte sie ihre Recherchen für Reportagen in die Strafvollzugsanstalt, in das Rotlichtmilieu und ins Kloster. Außerdem interviewte sie die Spotlight-Musicals-Gründer Dennis Martin und Peter Scholz und den fünffachen Weltmeister im Kampfsport, Sergej Braun.
Auftritte hatte sie u. a. beim Poetry-Slam in der „Slamburg“ Molotow in St. Pauli in Hamburg mit ihrem Text Die weiße Hitze.

## Auszeichnungen
Ihre erste literarische Auszeichnung erhielt sie im Jahr 2005 für ihre Kurzgeschichte Undine mit dem Holzhäuser Heckethaler.
- 2005: Nordhessischer Literaturpreis[1]

## Veröffentlichungen (Auswahl)